# Sousse
Sousse i Tunesien er landets 3. største by med 221.530 (2014) indbyggere.
Sousse ligger ud til Middelhavet. Det er en havneby og badeby med mange turister.
Sousse er en gammel by grundlagt ca. 800 f.kr. af fønikerne. Byen hed da Hadrumetum, og det navn beholdt byen under romernes indtog og erobring af Karthago og Nordafrika.
Da det Byzantinske Rige kom til magten i 400-tallet, skiftede byen navn til Justiniapolis. Araberne ødelagde byen i 700-tallet, men den blev genopbygget 100 år senere, fra den tid stammer Ribat-fæstningen, Kasbah-fæstningen med bymuseet samt bymuren, der omkranser den arabiske bydel, medinaen.
Medinaen den gamle bydel, er i dag med på UNESCO's Verdensarvsliste.
Den store Moské er et andet af byens historiske levn, som en del af Ribat-fæstningen fra 800-tallet.
Rejser man til Sousse med fly, lander man i Tunesiens nyeste lufthavn Enfidha Airport Lufthavnen ligger ca. 45 km nord for Sousse tæt på jernbanen Tunis-Sousse.

## Nye hoteller ved Sousse
I 1956 blev Tunesien selvstændig efter Frankrigs besættelse. Landets første præsident blev Habib Bourguiba. Han, indså at turisme var en del af Tunesiens fremtid. Omkring Sousse blev der bygget mange hoteller for arabiske oliepenge. Ejerskab/Lederskab af disse hoteller tilfaldt Bourguibas hjælpere. Det medførte imidlertid at PLO med Yasser Arafat i spidsen slog sig ned i Tunesien tæt på Tunis by efter princippet noget for noget. 1985 blev PLO's hovedkvarter bombet af det israelske luftvåben.
I Sousse findes Kasbah-Museet, hvor der er mange romerske mosaikker.